# Вітторіо Чіоні
Вітторіо Чіоні (італ. Vittorio Cioni, 12 жовтня 1900 — 29 вересня 1981) — італійський академічний веслувальник.
Срібний призер Олімпійських Ігор 1932 року в складі вісімки.
Чемпіон Європи 1929 року в складі вісімки, срібний призер 1930, 1931 років у складі вісімки.